# Бачкув (Люблінське воєводство)
Бачкув (пол. Baczków) — село в Польщі, у гміні Воля-Мисловська Луківського повіту Люблінського воєводства.
Населення — 232 особи (2011).
У 1975-1998 роках село належало до Седлецького воєводства.

## Демографія
Демографічна структура станом на 31 березня 2011 року:
|          | Загалом | Допрацездатний вік | Працездатний вік | Постпрацездатний вік |
| -------- | ------- | ------------------ | ---------------- | -------------------- |
| Чоловіки | 128     | 29                 | 87               | 12                   |
| Жінки    | 104     | 16                 | 55               | 33                   |
| Разом    | 232     | 45                 | 142              | 45                   |